# Mușkativka, Borșciv
Mușkativka (în ucraineană Мушкатівка) este localitatea de reședință a comunei Mușkativka din raionul Borșciv, regiunea Ternopil, Ucraina.

## Demografie
Componența lingvistică a localității Mușkativka
     Ucraineană (99,31%)
     Alte limbi (0,69%)
Conform recensământului din 2001, majoritatea populației localității Mușkativka era vorbitoare de ucraineană (99,31%), existând în minoritate și vorbitori de alte limbi.